# Kurt Ruso
Kurt Ruso (* 27. März 1937 in Gmünd, Niederösterreich) ist ein österreichischer Versicherungsfachmann.

## Leben
Ruso, ursprünglich Lehrer, studierte an der Universität Wien und war seit 1975 Vorstandsmitglied, 1981–85 Generaldirektor der ÖVP-nahen österreichischen Bundesländer-Versicherung. Ruso wurde per Ende 1985 aus Gesundheitsgründen in Frühpension geschickt. In der Folge kam es zu einem Strafprozess gegen Ruso wegen des Deliktes der Untreue, die Schadenssumme durch Auszahlungen aufgrund fingierter Schadensmeldungen betrug etwa 150 Millionen Schilling. Während des im Jahr 1988 durchgeführten Strafprozesses wurde immer wieder die Vermutung von politischer Parteienfinanzierung geäußert,   Ruso profilierte sich aber als „großer Schweiger“. Er wurde im Juni 1988 zu sieben Jahren Haft und zur Rückzahlung von 131 Millionen Schilling verurteilt. Nach einem Bericht im Spiegel vom 16. Juni 1986 verfolgte die SPÖ damals den Skandal im ÖVP-nahen Bereich nicht weiter, weil beide Großparteien an einer „Ruhigstellung“ diverser Affären interessiert waren.
Im Fall des Skandals um Kurt Ruso bestanden Querverbindungen zum Fall Lucona und, via Ottilie Matysek, zur Waldheim-Affäre. Rusos Bundesländer-Versicherung verweigerte im Fall Lucona die Auszahlung der Versicherungssumme, und Ruso sagte im Strafprozess aus, dass deshalb auf ihn Druck ausgeübt worden sei; Ottilie Matysek, eine persönliche Freundin Rusos, schien auf Rusos „Nehmerliste“ auf, Ruso sagte aber in deren Verfahren zu Gunsten Matyseks aus, er habe ihre Unterschrift gefälscht. Andere von Ruso Begünstigte wurden verurteilt, etwa der steirische Ex-Landeshauptmann Friedrich Niederl.